# Jakubowy Borek
Jakubowy Borek (deutsch Jakobswalde) ist ein kleiner Ort in der polnischen Woiwodschaft Ermland-Masuren und gehört zur Gmina Wielbark (Stadt- und Landgemeinde Willenberg) im Powiat Szczycieński (Kreis Ortelsburg).

## Geographische Lage
Jakubowy Borek liegt östlich des Waldpuschflusses (polnisch Wałpusza) in der südlichen Mitte der Woiwodschaft Ermland-Masuren, 13 Kilometer südöstlich der Kreisstadt Szczytno (deutsch Ortelsburg).

## Geschichte
Die kleine Schatullsiedlung Jakubowiborek mit zwei großen Höfen wurde am 31. Dezember 1787 gegründet. In der Handfeste wurden die zwei Eigentümer Jakob Kapteina und Fritz Fidorra erwähnt. Am 24. Januar 1822 wurde der Ort in Jacobswalde umbenannt, der sich nach 1871 dann Jakobswalde schrieb.
Zwischen 1874 und 1945 war Jakobswalde in den Amtsbezirk Groß Lattana (polnisch Łatana Wielka) eingegliedert, der – 1938 in „Amtsbezirk Großheidenau“ umbenannt – zum ostpreußischen Kreis Ortelsburg gehörte.
Im Jahre 1910 waren 60 Einwohner in Jakobswalde registriert. Ihre Zahl sank bis 1933 auf 44 und belief sich 1939 auf 32.
Aufgrund der Bestimmungen des Versailler Vertrags stimmte die Bevölkerung in den Volksabstimmungen in Ost- und Westpreußen am 11. Juli 1920 über die weitere staatliche Zugehörigkeit zu Ostpreußen (und damit zu Deutschland) oder den Anschluss an Polen ab. In Jakobswalde stimmten 45 Einwohner für den Verbleib bei Ostpreußen, auf Polen entfielen keine Stimmen.
Jakobswalde wurde 1945 in Kriegsfolge mit dem gesamten südlichen Ostpreußen an Polen überstellt. Das Dorf erhielt die polnische Namensform „Jakubowy Borek“ und ist heute eine Ortschaft innerhalb der Stadt- und Landgemeinde Wielbark (Willenberg) im Powiat Szczycieński (Kreis Ortelsburg), bis 1998 der Woiwodschaft Olsztyn, seither der Woiwodschaft Ermland-Masuren zugehörig. Im Jahre 2011 zählte Jakubowy Borek 20 Einwohner.

## Kirche
Bis 1945 war Jakobswalde kirchlich nach Lipowitz (1933 bis 1945 Lindenort, polnisch Lipowiec) ausgerichtet: zur dortigen evangelischen Kirche in der Kirchenprovinz Ostpreußen der Kirche der Altpreußischen Union sowie zur Lipowitzer römisch-katholischen Kirche im damaligen Bistum Ermland. Katholischerseits besteht der Bezug zur Pfarrei in Lipowiec weiterhin, wobei die jetzt zum Erzbistum Ermland gehört. Die evangelischen Einwohner orientieren sich zur Kirche in Szczytno (Ortelsburg) innerhalb der Diözese Masuren der Evangelisch-Augsburgischen Kirche in Polen.

## Schule
In Jakobswalde wurde die Schule unter der Regierung Friedrich Wilhelms IV. gegründet.

## Verkehr
Nach Jakubowy Borek führt heute nur eine schmale Nebenstraße von Zabiele (Sabiellen, 1938 bis 1945 Hellengrund) aus. Eine Anbindung an den Bahnverkehr besteht nicht.